# Klepp Ferenc
Klepp Ferenc (Temesvár, 1940. október 23. –) matematikus, matematikai szakíró, tankönyvíró, egyetemi tanár. Főbb szakterülete a differenciálgeometria (nemeuklideszi geometria, a Finsler-, Lagrange- és Hamilton-terek geometriája), valamint az alkalmazott matematika (vegyészeti és technikai rendszerek matematikai modellezése).

## Életútja
Elemi osztályait (1947–1954) Temesváron, a józsefvárosi Katolikus Gimnáziumban, majd az erzsébetvárosi Magyar Elemi Iskolában végezte. 1957–ben a temesvári Magyar Vegyes Líceum színjeles tanulójaként érettségizett le „Magna cum laude“ minősítéssel.
1958 és 1963 között a Temesvári Tudományegyetem matematika-mechanika szakán folytatta tanulmányait, kiváló eredménnyel. Közvetlenül az egyetem elvégzése után, az ugyancsak helyi Műszaki Egyetem tanársegédje lett.
1982-ben doktorált a jászvárosi (Iasi, Románia) „Al. I. Cuza“ Tudományegyetemen, differenciálgeometriából a „Remarkable Finsler Structures and Finsler Geometry on Vector Bundles“ című dolgozattal.
1993-tól Németországban él.

## Családja
Atyai nagyapja, Klepp Edmund, az Arad megyei Schöndorf szülöttje, atyai nagyanyja, Birnatek Mária családja meg Felvidékről származott. Anyai nagyapja, Kudui Soós Viktor (1702-ben nemesi levelet kapott Kudui Soós Ferenc kolozsvári református lelkész leszámozottja) az erdélyi Bodzavámon, míg anyai nagyanyja, Rogovits Teréz, a délvidéki Zentán látott napvilágot. Apja, Klepp Ferenc Eduard az aradi Lippán, anyja Kudui Soos Jolán Temesváron született, itt is házasodtak össze 1935-ben. Két gyerekük született ugyanitt: Ferenc-Károly (1940) és György (1949).
1971-ben nősült, felesége, Bonatiu Györgyi (volt diáklánya) 1972-ben végzett a temesvári vegyészmérnöki egyetemen. 1976-ban született fiuk, Klepp Ferenc Emil, jelenleg informatikus, szakmájában dolgozik Weyl am Rheinban. Felesége 2004-ben elhunyt.

## Munkássága
A matematika vegyiparban való alkalmazásával, a vegyi rendszerek matematikai modelljeinek és a Finsler-terek geometriájának kutatásával foglalkozott.
1963 és 1993 között a temesvári Műszaki Egyetem Matematika Tanszékén dolgozott, eleinte tanársegédként vezetett gyakorlatokat a villamos- és vegyészmérnöki, illetve az informatika szakokon, majd 1968-tól mint adjunktus, docens, valamint 1990-től mint professzor tartja „Alkalmazott matematika” kurzusait a vegyészmérnöki szakon. 1974–1980, valamint 1983–1990 között szemináriumokat szervezett és vezetett a Vegyészmérnöki Fakultás vegyész- és mérnöktanárai számára, ahol a matematika vegyészeti és mérnöki alkalmazásairól tartott előadásokat és megbeszéléseket. 1990-től az újonnan alakult német tannyelvű építészmérnöki szakon oktatott matematikát, német nyelven. Ugyanebben a periódusban külföldi (debreceni, veszprémi, és újvidéki) egyetemeken is tartott előadásokat.
1993 novemberében Németországba települt át. Itt 1994 és 2013 között óraadó professzorként „Matematika mérnököknek“ témájú előadásokat tartott a Lörrachi Villamosmérnöki és Informatikai fakultásokon, miközben matematikát és fizikát oktat a Schopfheimi Theodor-Heuss Gimnáziumban. Párhuzamosan tanárképző kurzusokat is tartott a Bazeli, a Karlsruhe-i, a Freiburgi és a Hannoveri Egyetemeken. 2013-ban, ötvenévi pedagógusi tevékenység után nyugalomba vonult.
Említésre méltó publicisztikai aktivitása is, több sajtóorgánumban (temesvári „Szabad Szó”, „Új Szó”, „Heti Új Szó”, „Neue Banater Zeitung“, „ Curierul Sportiv Banatean”; országos „A Hét”, „Tett”; csíkszeredai „Új sport”; szegedi „Délvilág”) jelentetett meg tudománynépszerűsítő, ismeretterjesztő, pedagógiai és sporttörténeti cikkeket, valamint könyvrecenzióit. Fortuna matematikája c. írásában (TETT, 1983/1-2) a valószínűségszámítást mutatta be.
Tanulmányait hazai és külföldi szakfolyóiratok közölték. Több országos és nemzetközi tudományos ülésszakon tartott előadást. Ion P. Popescu és D. Opriș társaként szerkesztette a The proceedings of the national seminar on Finsler spaces c. gyűjteményes kötetet (Temesvár, 1981), mely a kétévenként Brassóban megrendezett Finsler-terek szeminárium 1980-as ülésszakán bemutatott dolgozatokat tartalmazza. A vegyipari fakultás diákjai számára készült számos tankönyv és példatár szerzője vagy társszerzője. M. Neaguval közösen írt műve: Matematici (Temesvár, 1979).
Szenvedélyes sportrajongóként 1982 és 1993 között a temesvári Politehnica Sport Klub férfi kézilabda szakosztályának elnökhelyettese volt.
2018-tól, volt középiskolájában – a mai temesvári Bartók Béla Elméleti Líceumban –  „Legjobb matematikus” néven, pénzjutalommal járó díjat alapított, melyet minden évben az a végzős diák kapja, aki a középiskolás évek alatt a legjobb eredményeket érte el matematikából.

## Főbb publikációi
1963 és 1993 között 14 szakkönyvet és 13 feladatgyűjteményt írt, egyedül vagy társszerzőként. Ezek közül említendőek a minden romániai vegyészmérnökképző egyetemen elismert és alkalmazott könyvei:
- Klepp, F.C: Matematici speciale pentru ingineri chimisti (Speciális matematika vegyészmérnököknek), Editura IPTV Timisoara, 1974;
- Klepp, F.C: Matematici speciale pentru ingineri chimisti. Indrumator de seminar. (Speciális matematikai gyakorlatok vegyészmérnököknek), Editura IPTV Timisoara, 1976;
- Minges, R. – Klepp F.C: Transformarea Laplace. Aplicatii in teoria reglarii automate (Laplace transzformáció és alkalmazásai az ipari rendszerek automatizálásában), Editura IPTV Timisoara, 1971;
- Klepp, F.C. – Neagu, M: Matematici pentru subingineri chimisti. vol. I. (1977), vol. II. (1978), Editura IPTV, Timisoara;
- Klepp, F.C. – Moraru, M: Lectii de matematici aplicate pentru reciclarea inginerilor chimisti. (Matematikai alkalmazások vegyészmérnökök továbbképzésére), Editura IPTV, Timisoara, 1980.

A matematikai kutatás két szakterületén volt aktív: a differenciálgeometria (nemeuklideszi geometria, a Finsler-, Lagrange- és Hamilton-terek geometriája), valamint az alkalmazott matematika (vegyészeti és technikai rendszerek matematikai modellezése) területén.
A speciális Finsler-struktúrákkal, Finsler-konnexió transzformációkkal, vektornyalábok Finsler-geometriájával, valamint Lagrange- és Hamilton-terekkel foglalkozó dolgozatai közül a legfontosabbak:
- Klepp, F.C: Almost product Finsler structures, Analele Univ. „Al.Cuza“ Iasi, Mat.Tom 28,s.l.(1982), 59-67;
- Atanasiu, Gh. – Klepp, F.C: Almost product Finsler structures and connections. Studia Sci. Acad, Math hungarica, Tom 18 (1983), 43-56;
- Klepp, F.C: Finsler Geometry on vector bundles, Analele Univ. „Al.I.Cuza“ Iasi. Mat.Tom 27, s.l.(1981), 37-42;
- Klepp, F.C: Metrical almost product Finsler structures, Analele Univ. “Al.I.Cuza“ Iasi. Mat. Tom 29, s-l-(1983), 21-25;
- Klepp, F.C: Remarcable Finsler structures and connections on Finsler vector bundles.Proc.Nat.Sem.Finsler Spaces, Brasov, Tom 2.(1983).125-139;
- Klepp, F.C: Some remarcable Finsler structures on vector bundles. Analele Univ. “Al.I.Cuza“ Iasi, Mat.Tom 30.s.l.(1984), 45-48;
- Klepp, F.C: Almost product Finsler structures and connections on vector bundles, Proc.Nat.sem.Finsler Spaces.Tom 3 (1984), 105-115;
- Klepp, F.C: Connections compatible with special Finsler structures associated to a pair of Finsler metrics, Mathematica, Cluj, Tom.28(51), 1 (1986), 47-58;
- Miron, R. – Klepp, F.C: Almost complex Finsler structures on the tamgent bundle, Top.Diff.Geom. Debrecen, Tom 1 (1984), 853-881;
- Klepp, F.C. – Stavre, P: On semi-concircular and semi-coharmonic invariants of Finsler geometry, Top.Diff.Geom.Debrecen, Tom 1 (1984), 687-708;
- Stavre, P. – Klepp, F.C: Special classes of projective Finsler connection transformations, Studia sci.Acad.Math.Hungarica, Tom 23(1988), 381-399;
- Stavre, P. – Klepp, F.C: Finsler connection transformations associated to a general Finsler metrical structure of Miron Type (1), Publ.Math.Debrecen, Tom 35 (1988), 103-113;
- Klepp, F.C – Stavre, P: A generalization of the Kawaguchi method based on the fixed point theory of the f-mapping, Tensor N.S. (Japan) Tom 46 (1987), 187-193;
- Gh,.Atanasiu, F.C.Klepp: Natural pairs of almost product Finsler structures. Mem. Acad.Rom. Ser.IV. Tom X, nr.1 (1987), 83-92.
- Atanasiu, Gh. – Klepp, F.C: p(3,1)-Finsler structures and their lifts. Rev.Res.Math.Ser.Fac.Sci. Novi sad Tom 19 (2), (1989), 1-20;
- Atanasiu, Gh. – Klepp, F.C: Almost product structures on cotangent bundle, Mem.Sec.St.Acad. Rom, Ser.IV. Tom XI, nr.1 (1988),73-78;
- Atanasiu, Gh. – Klepp, F.C: Nonlinear connection on the cotangent bundle. Publ.Math. Debrecen, Tom 39 (1991) F.1-2, 107-111;
- Atanasiu, Gh. – Klepp, F.C: Metrical almost product structures on the cotangent bundle, Coll. Mth. Soc.J.Bolyai. Diff.Geom. Eger, Tom 56 (1989),75-86;
- Stavre, P. – Klepp, F.C: Connections of jets on the total space of a vector bundle. Tensor N.S. (Japan), Tom 50 (1991), 224-232.

Alkalmazott matematika, vegyészeti és technikai rendszerek matematikai modellezése terén is több munkája említhető:
- Klepp, F.C. – Motoc, I: Ecuatii de configuratie. Teoremele atomului de carbon asimetric.Bul, St, Teh, IPTV Timisoara, Chimie, Tom 18 (32), F.2 (1973), 181-185;
- Klepp, F.C. – Moraru, M: Über die mathematischen Modelle einiger aus dem Bereich der angewandten Chemie entnommener Probleme. Bul.St.Teh.IPTVT, Chimie Tom 23 (37), F.1 (1978), 61-64;
- Cocheci, V – Martin, A. – Klepp, F.C: Contributions in the establishment of some interdependence factors of the coagulation process. Bul St.Teh.IPTVT Chimie Tom 24 (38), F.1 (1979), 7-12;
- Klepp, F.C. – Salló, E. – Cofan, N: Über ein mathematisches Modell mit Anwendungen in der Biochemie. Bul.St.Teh.IPTVT, Chimie, Tom 25 (39) F.1 (1980), 53-56;
- Klepp, F.C. – Salló, E: Einige Anwendungen der Graphen in chemischer Kinetik. Proc.Nat.Conf.Syst.Brasov (1977), 94-97;
- Klepp, F.C. – Salló, E: Matrix modelling of the stoichiometry of closed chemical systems. Proc. Internat.Symp.Appl.Math.and Syst.Th. Brasov (1978), 211-215;
- Klepp, F.C. – Salló:The conservation equation for complex chemical systems. Proc.Internat. Symp.Appl.Math and Syst.Th. Brasov (1978), 207-210;
- Doca, N.- Klepp, F.C.- Segal, E: Reactant catalist interaction parametrisation. Rev, Roum.Chem.Tom 27(3) (1982), 365-380;
- Cocheci, N.- Negulescu, L.- Klepp, F.C: Contribution to the calculation of ion exchange equilibrum in wate demineralisation process. Rev.Roum.Chem. Tom 28 (42), 81983), 55-60;
- Cotarca, L.- Klepp, F.C.- Isfan, C.- Isfan, A: HPCL of 2,4,6-halcalkil-1,3,5-trianises. Chromatography, Budapest Tom 1 (1986), 581-595;
- Klepp, F.C.- Vladea R.- Simandan, T: Use of static mixers in the phase transfer catalytic reactions. ACHEMA (1991);
- Kovács, A.- Klepp, F.C: Solving a Basic Hydrodynamic Problem by the Application of the Boundary Element Method with Iteration. Bull.Appl.Math. Budapest, Tom LXI. (1992),135-148.

## Díjai, elismerései
Tagja a következő szakmai társulatoknak:
- Bolyai János Matematikai Társulat – Budapest (1989-től);
- Societatea de Stiinte Matematice din România (1961-től);
- Tensor Society (Japán – 1985-től);
- Internatinal Society for Mathematical Chemistry (1985-től);
- Deutsche Gesellschaft für Chemisches Apparatewesen (DECHEMA – 1990-től);
- Gesellschaft für Angewandte Mathematik und Mechanik (GAMM – 1991-től);
- Gesellschaft Deutscher Chemiker (1991- től);
- Magyar Természettudományi Társulat (1991-től);
- Erdélyi Múzeum-Egyesület[5] (EME, 1990), alapító tagja;
- Ormós Zsigmond Közművelődési Társaság, Temesvár (az 1968-as Kisenciklopédia Szabadegyetem utódja)

1987-ben tudományos és didaktikai munkáját a román tanügy-minisztérium „Kiváló pedagógus” diplomával értékelte.
2015. november 6-án a Temesvári Műszaki Egyetem Matematika Tanszéke tiszteletbeli egyetemi tanári címmel tüntette ki.
A temesvári műszaki egyetemen, alkalmazott matematika szakkörök keretében az általa koordinált diákdolgozatok közül 28 különböző díjat nyert. Kitelepedése utáni diákjai (1993-2013) több országos matematikai versenyt nyertek.